# Оберкассельский мост
Оберкассельский мост (нем. Oberkasseler Brücke) — вантовый мост через Рейн в городе Дюссельдорф (Германия, федеральная земля Северный Рейн-Вестфалия). Мост соединяет старый город Дюссельдорфа с левобережным районом Оберкассель, по имени которого мост и получил своё название.

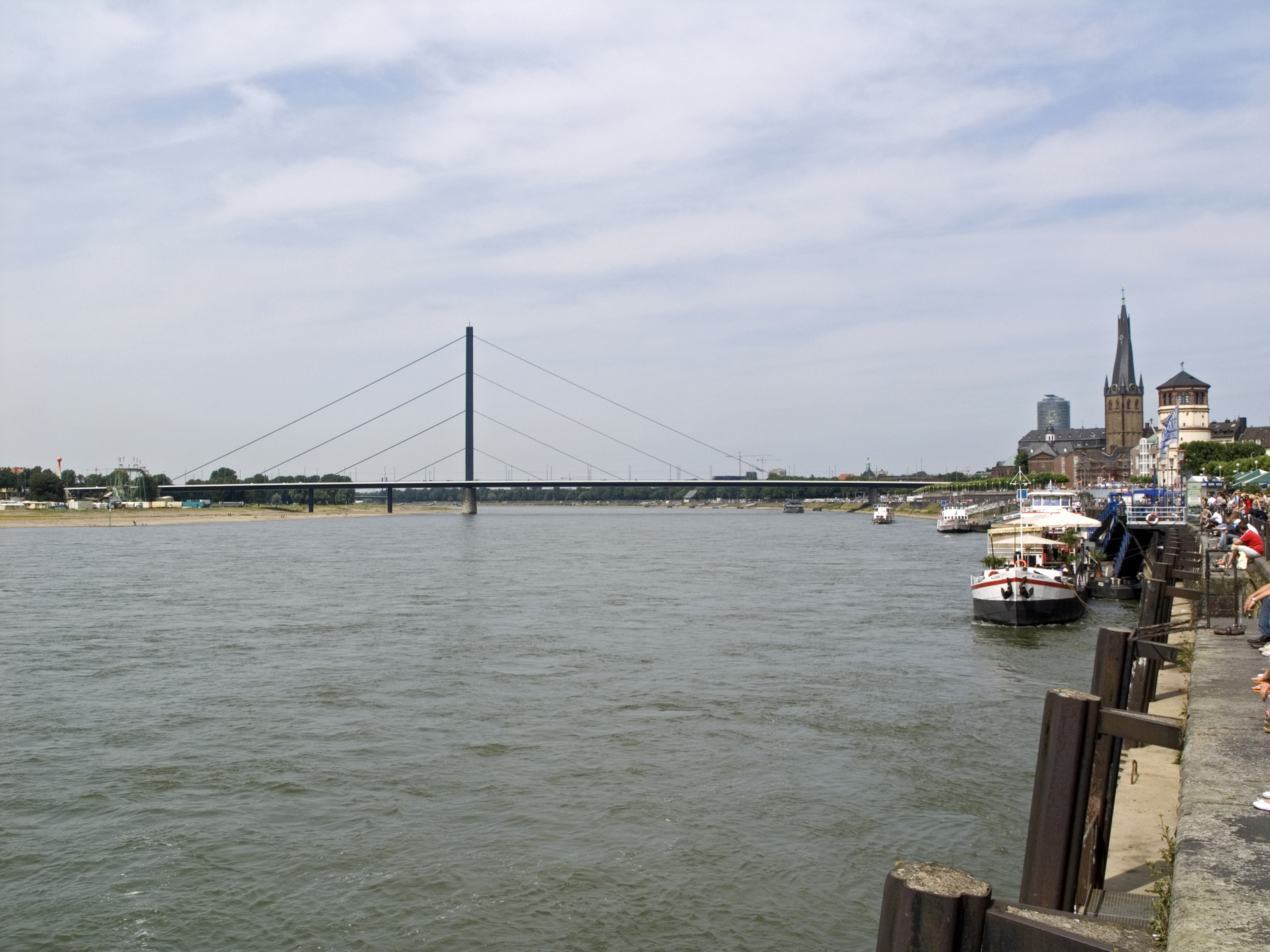
Вид из Унтербилка

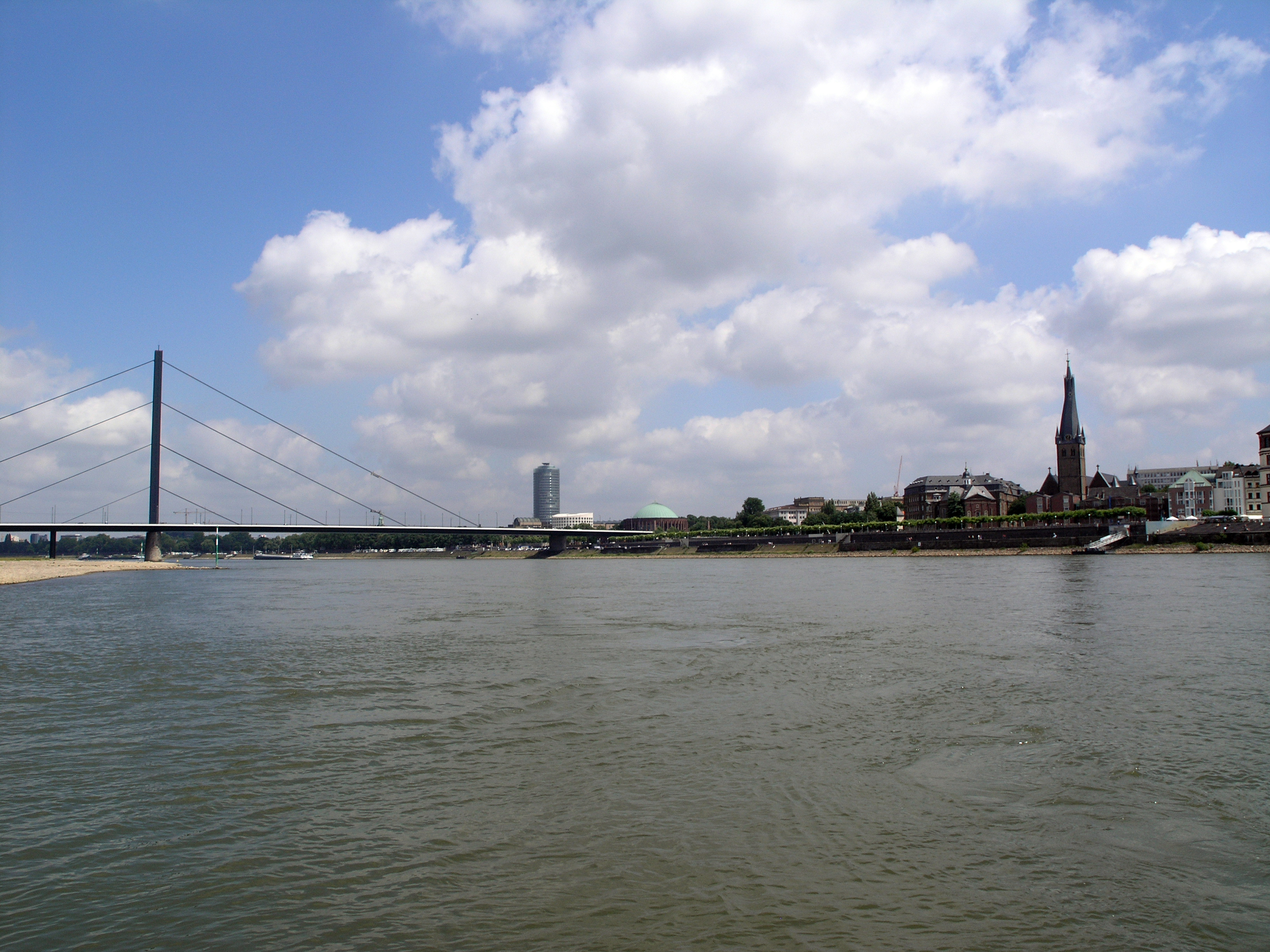
Вид из Оберкасселя

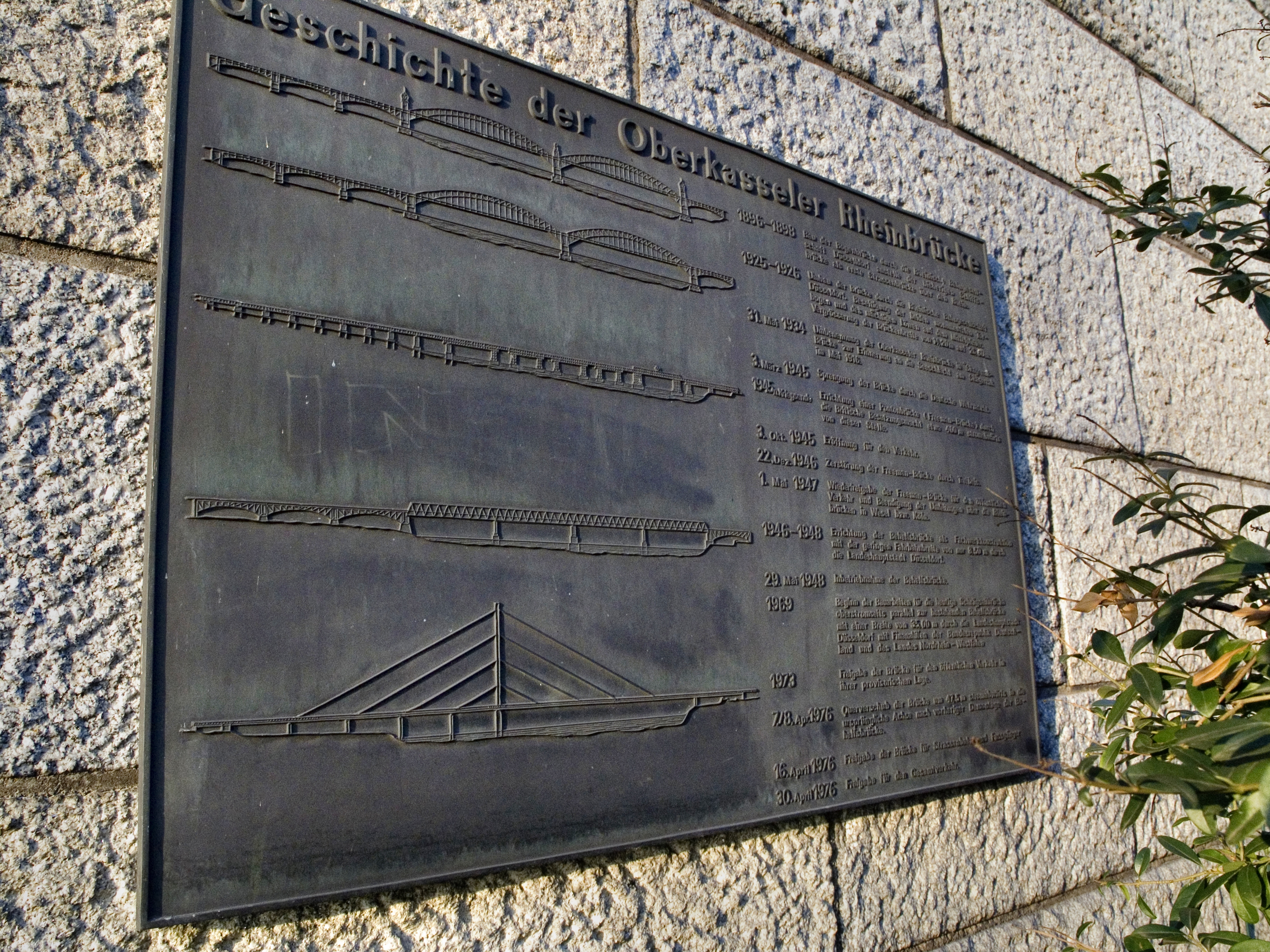
История моста Oberkasseler

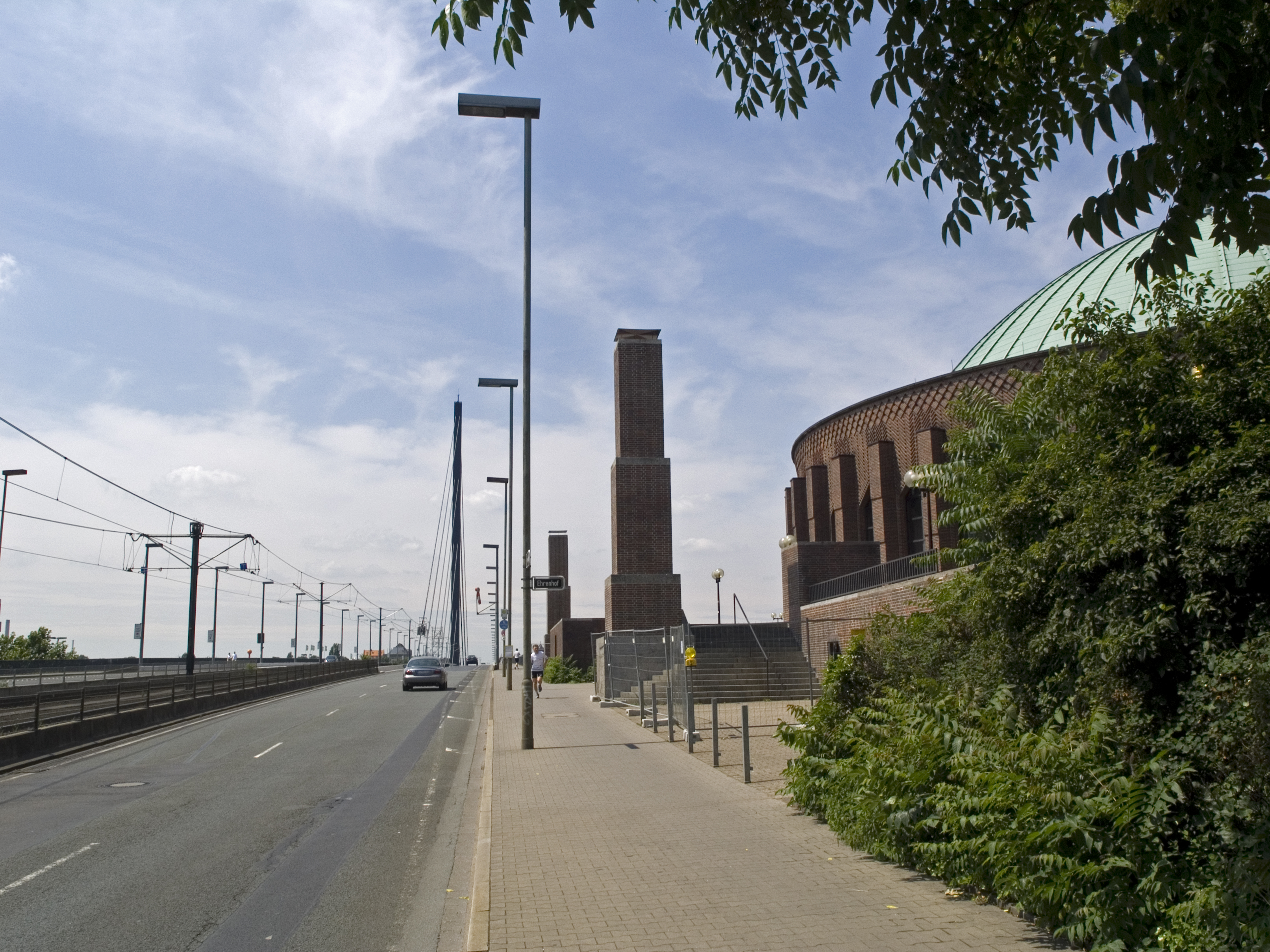
Мост Oberkasseler (справа - концертный зал Tonhalle)

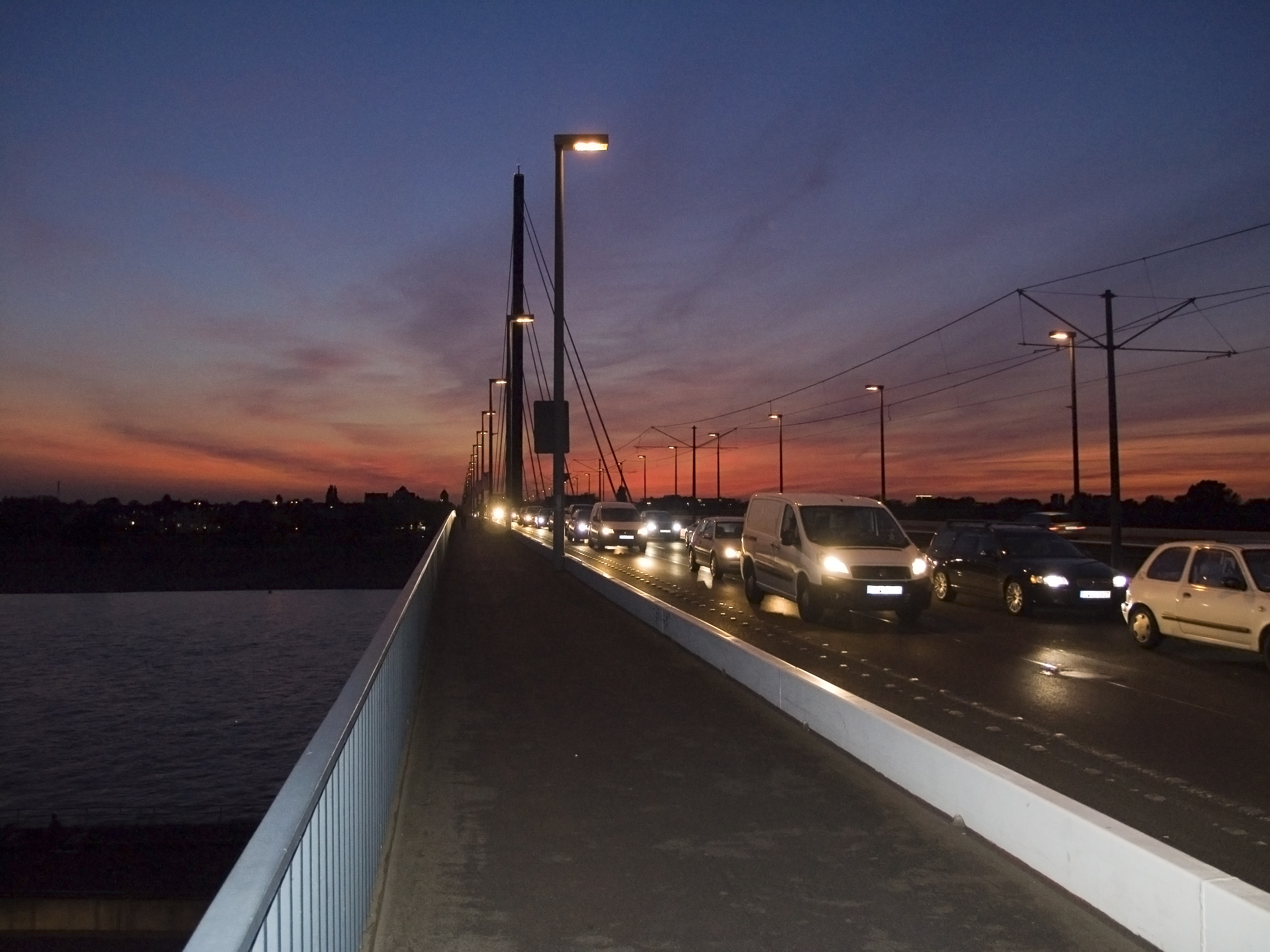
Моста Oberkasseler на закате

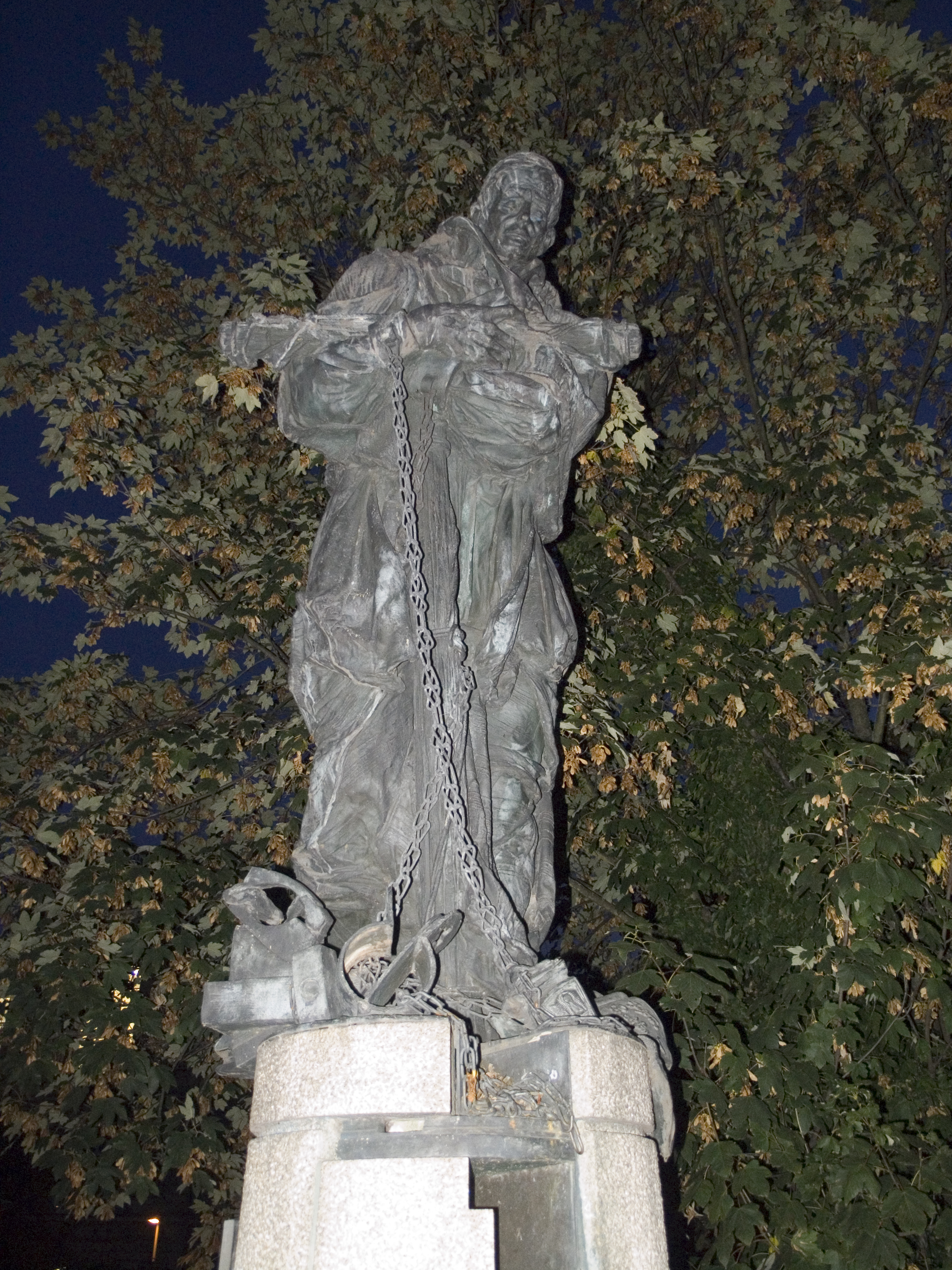
Памятник Святому Яну Непомуцкому на правобережном конце моста (работа Берта Герресхайма)

## Технические данные[1]
- Количество пилонов — один
- Высота пилона — 103,15 м
- Материал вантов — сталь
- Материал пилона — сталь
- Материал полотна — сталь
- Количество вантов — 8
- Основной пролет — 257,75 м
- Общая длина — 614,72 м
- Ширина моста — 35 м
- Толщина дорожного полотна — 3,15 м

## Предыстория
Первый мост Oberkasseler  был сооружен в 1898 году по заказу железнодорожной компании Rheinbahn AG строительной компанией Philipp Holzmann & Cie GmbH. Это был арочный мост общей длиной 638 м с двумя симметричными пролетами по 181,25 м каждый. По проекту скульптора Адольфа Шиля на мосту были сооружены две башни. Стоимость строительства моста составила 6 млн. немецких марок. Мост существенно упростил связь с Оберкасселем, который тогда был отдельным городом, и способствовал включению последнего в состав Дюссельдорфа, что и произошло 1 апреля 1909 года. Это в свою очередь привело к строительному буму в Оберкасселе.

 Рост интенсивности движения транспорта привел к тому, что в 1925—1926 годах на существующих опорах по проекту архитектора Эдуарда Лайонела Венера было сооружено новое полотно . Трасса трамвая теперь проходила посередине дорожного полотна, разделяя надвое проезжую часть моста. В 1933 году мост получил название «Skagerrak-Brücke», в честь пролива Скагеррак между Скандинавским полуостровом и полуостровом Ютландия, где 31 мая — 1 июня 1916 года произошло Ютландское сражение — крупнейшее морское сражение первой мировой войны.

 Как и все остальные мосты Дюссельдорфа мост Oberkasseler был взорван 3 марта 1945 года отступающими войсками вермахта. В том же году на месте моста Oberkasseler был сооружен понтонный мост , который получил название «Freemanbrücke» (мост Фримана). Во время ледохода 1947 года мост был сильно поврежден, а окончательно он был разобран в декабре того же года после корабельного столкновения. В 1948 году на этом месте строится легкий мост  для трамвайного и автомобильного движения. Мост имел четыре 90-метровых пролета. Движение по мосту было открыто 8 мая 1948 года. Мост получил название «Oberkasseler Dauerbehelfsbrücke» (временный мост Oberkasseler).

## История
С 1969 по 1973 год строительная компания Hein, Lehmann & Co  по проекту архитектора Фридриха Таммса строит новый мост. Главным инженером строительства был Фриц Леонардт. Мост был сооружен несколько выше по течению Рейна, чтобы не сносить действующий мост и не прерывать движение транспортного потока. После сноса временного моста Oberkasseler 7-8 апреля 1976 года была произведена уникальная операция по перемещению нового моста на его нынешнее место. Конструкция весом 12500 тонн была перемещена на 47,5 м.

## Транспорт
По мосту Oberkasseler проходит линия метрополитена маршрутов U70, U74, U75, U76 и U77 . В конце 80-х годов прошлого века на мосту была сооружена станция метро «Tonhalle/Ehrenhof».  Станция названа по имени находящегося на правом берегу Рейна рядом с мостом Oberkasseler  концертного зала Tonhalle.